# Larenz Tate
Larenz Tate (Chicago, 8 de septiembre de 1975) es un actor estadounidense de cine y televisión, reconocido por interpretar el papel protagónico de O-Dog en la laureada película de 1993 Menace II Society y de Tate en la serie de televisión Power. Ha aparecido en otras producciones para cine y televisión como Dead Presidents, Love Jones, A Man Apart, Crash, Waist Deep, Ray y Game of Silence.

## Filmografía

### Cine
| Año  | Título                    | Papel                      |
| ---- | ------------------------- | -------------------------- |
| 1993 | Menace II Society         | O-Dog                      |
| 1994 | The Inkwell               | Drew Tate                  |
| 1995 | Dead Presidents           | Anthony Curtis             |
| 1997 | Love Jones                | Darius Lovehall            |
| 1997 | The Postman               | Ford Lincoln Mercury       |
| 1998 | Why Do Fools Fall in Love | Frankie Lymon              |
| 2000 | Love Come Down            | Neville Carter             |
| 2003 | Biker Boyz                | Wood                       |
| 2003 | A Man Apart               | Demetrius Hicks            |
| 2004 | Crash                     | Peter Waters               |
| 2004 | Ray                       | Quincy Jones               |
| 2006 | Waist Deep                | Lucky                      |
| 2011 | Gun Hill                  | Bird Stevens Train Stevens |
| 2015 | White Water               | Terrance                   |
| 2015 | Beta Test                 | Max                        |
| 2017 | Girls Trip                | Julian                     |
| 2017 | Deuces                    | Deuces                     |
| 2025 | Michael                   | Diana Ross                 |

### Televisión
| Año       | Título                      | Papel          | Notas        |
| --------- | --------------------------- | -------------- | ------------ |
| 1985      | The Twilight Zone           | Hermano mayor  | 1 episodio   |
| 1987      | Hunter                      |                | 1 episodio   |
| 1988      | Amen                        | LeShawn        | 1 episodio   |
| 1989      | 21 Jump Street              | Adam Fuller    | 1 episodio   |
| 1989      | The Wonder Years            |                | 1 episodio   |
| 1989      | The Women of Brewster Place | Sammy          |              |
| 1989      | Matlock                     |                | 1 episodio   |
| 1990      | New Attitude                | Chilly D       | 4 episodios  |
| 1990      | Family Matters              | Willie Fuffner | 2 episodios  |
| 1991      | The Royal Family            | Curtis Royal   | 15 episodios |
| 1992      | The Fresh Prince of Bel-Air | Kenny          | 1 episodio   |
| 1994      | South Central               | Andre Mosely   | 10 episodios |
| 2006      | Waterfront                  | Marcus         | 6 episodios  |
| 2006      | Love Monkey                 | Shooter Cooper | 8 episodios  |
| 2007–2011 | Rescue Me                   | Black Shawn    |              |
| 2011      | Justified                   | Clinton Moss   | 1 episodio   |
| 2013      | The Mindy Project           | Tracy          | 1 episodio   |
| 2013-2015 | House of Lies               | Malcolm Kaan   | 10 episodios |
| 2014      | Rush                        | Alex Burke     |              |
| 2016      | Game of Silence             | Shawn Cook     |              |
| 2017–2020 | Power                       | Tate           |              |
| 2020-     | Power Book II: Ghost        | Tate           |              |